# Villa Lercari Sauli
Villa Lercari Sauli, detta "la Semplicità" è una storica dimora nobiliare del quartiere genovese di Sampierdarena, costruita nel Cinquecento per la famiglia Lercari.
L'appellativo di "Semplicità" con cui è conosciuta è dovuto alla linearità delle sue forme che con semplici arcate e colonnine conferivano alla villa un'armonia perfetta. Il termine si pone anche in contrapposizione con gli appellativi "Bellezza" e "Fortezza" attribuiti rispettivamente alle vicine ville Imperiale e Grimaldi, con le quali forma il gruppo delle ville cinquecentesche noto come "triade alessiana", perché costruite secondo i dettami architettonici introdotti a Genova dal celebre architetto perugino.

## Storia
La villa fu fatta costruire tra il 1558 e il 1563 dalla famiglia Lercari su progetto di Bernardino Cantone in collaborazione con Bernardo Spazio, entrambi di origini ticinesi e seguaci di Galeazzo Alessi, che intorno alla metà del Cinquecento aveva introdotto a Genova il suo personalissimo stile architettonico. Come altre ville sampierdarenesi, per molti anni anche questa fu attribuita allo stesso Alessi e solo recenti ricerche hanno consentito di accertare l'effettiva paternità del progetto.
Riguardo al committente le fonti non convergono. Secondo alcuni autori si sarebbe trattato di Giovanni Battista Lercari, doge della Repubblica di Genova nel 1563, secondo altri di Franco Lercari, detto "il ricco", altro autorevole esponente della famiglia, anch'egli attivo in politica e noto come committente di un altro palazzo in Strada Nuova.
Nel 1599 nella villa fu ospitata la giovanissima Margherita d'Austria, di passaggio a Genova in viaggio per la Spagna dove andava ad incontrare il marito, il re Filippo III, in precedenza sposato per procura.
Intorno alla metà del XVIII secolo la villa risultava sempre di proprietà della famiglia Lercari, ma verso la fine dello stesso secolo fu acquistata dalla famiglia Sauli. Come le ville vicine, anche questa durante l'assedio di Genova del 1800 fu requisita dalle truppe napoleoniche per essere utilizzata come alloggio per gli ufficiali.
Alla fine dell'Ottocento, nel pieno dell'industrializzazione del territorio sampierdarenese, per lo storico edificio ebbe inizio un periodo di declino. Acquistato dell'imprenditore Silvestro Nasturzio divenne sede di uno stabilimento per la produzione di latta per imballaggi alimentari, impiantato sui terreni del giardino della villa, dove ora sorge il "Centro Civico" del quartiere; l'azienda tra alterne fortune sopravvisse fino al 1976 ma la villa fu abbandonata in seguito ai gravi danni causati durante la seconda guerra mondiale dal bombardamento aereo del 9 settembre 1944. Acquistata da una cooperativa di privati, negli anni sessanta, benché sottoposta nel 1957 a vincolo dalla soprintendenza per i beni architettonici della Liguria, ne fu autorizzata la ristrutturazione e la suddivisione in appartamenti, conservando solo la struttura esterna originale. Oggi le caratteristiche che ne hanno reso nota e apprezzata nei secoli l'architettura sono difficilmente percepibili sia per gli interventi di restauro molto invasivi che per l'affollamento di palazzi e costruzioni cresciute intorno all'edificio nell'ultimo secolo.

## Struttura

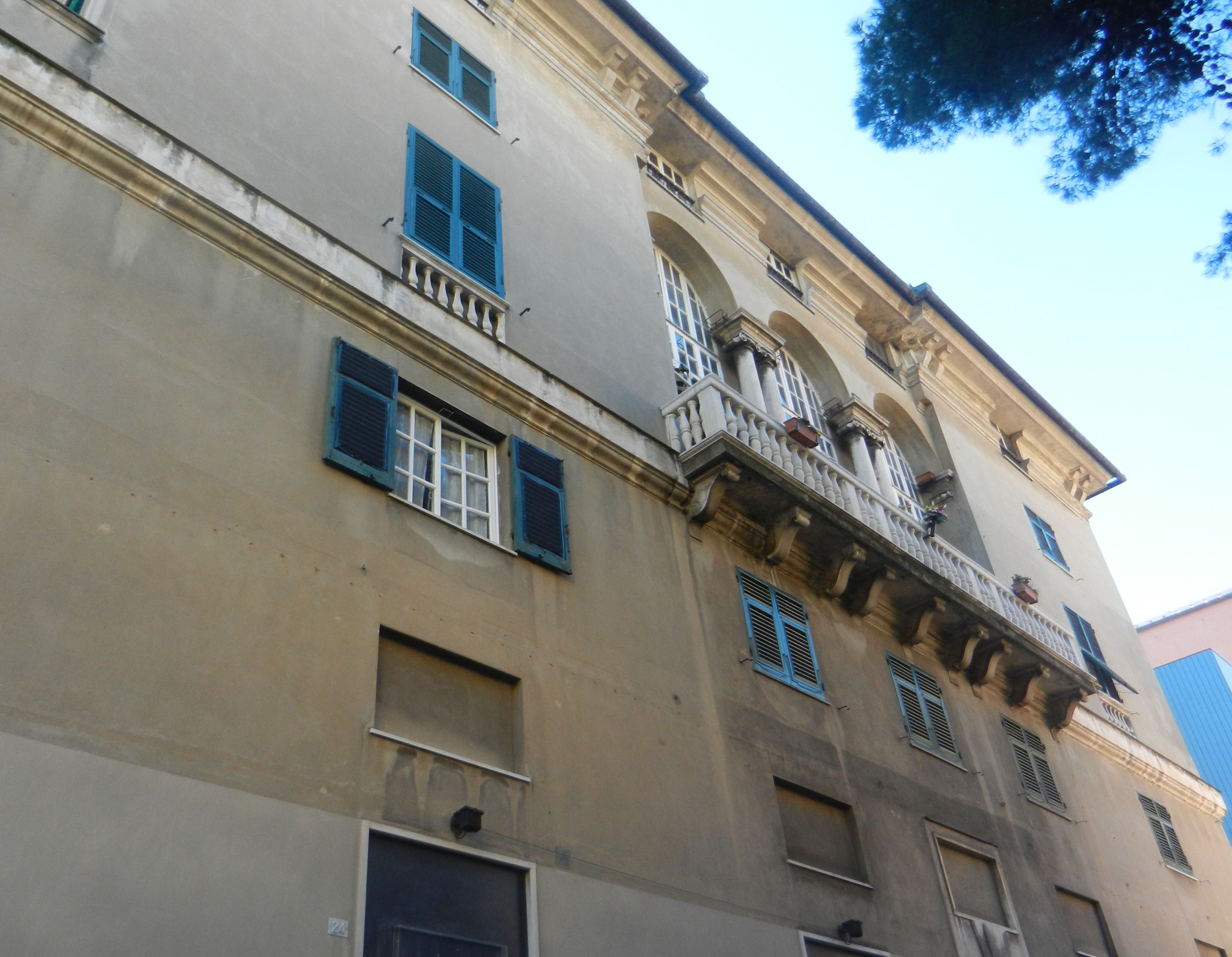
Particolare della facciata su via N. Daste

La villa fiancheggia quella che era allora la strada principale di Sampierdarena, l'attuale via Nicolò Daste. La villa come si presentava nella prima metà dell'Ottocento è documentata dai disegni e dalla planimetria di Martin Pierre Gauthier.

### Esterno
La villa, in stile manierista, ha la tipica forma cubica, caratteristica dell'innovativo modello architettonico introdotto a Genova intorno alla metà del Cinquecento da Galeazzo Alessi.
Il modesto portone dell'attuale condominio si apre direttamente sulla via Daste, sotto il grande loggiato del prospetto nord, ma l'ingresso originario era rivolto a ponente, simmetrico ed opposto a quello della vicina "Fortezza" ed aperto sul giardino, che si estendeva nell'area oggi occupata dal "Centro Civico". La facciata principale era invece quella a levante, oggi nascosta dalla soffocante presenza di un moderno edificio. Le due logge sui prospetti laterali, che si aprivano sul salone centrale, sono il principale elemento distintivo del palazzo attuale.

### Interno
L'originale sistemazione dell'interno, documentata dalla planimetria del Gauthier, rispecchiava quella delle due facciate, con l'asse del sistema atrio-scala contrapposto a quello del piano nobile, ma non è più leggibile dopo i radicali interventi realizzati negli anni sessanta per suddividere l'edificio in appartamenti.

### Giardino
Il giardino, stretto e allungato, che si trovava sul lato a sud del palazzo ed arrivava sino al mare, è stato totalmente lottizzato ed edificato intorno alla metà dell'Ottocento, dopo che la costruzione della ferrovia lo aveva diviso in due parti; alla fine dell'Ottocento nella parte adiacente al palazzo fu costruito lo stabilimento Nasturzio e dopo la chiusura di questo sulla stessa area negli anni ottanta è sorto il "Centro Civico", separato dalla villa solo da uno stretto passaggio.